# Goldene Medaille „Sichel und Hammer“
Die Goldene Medaille „Sichel und Hammer“ (rumänisch Medalia de aur secera si ciocanul) war eine staatliche Auszeichnung der Sozialistischen Republik Rumänien. Die Stiftung erfolgte am 28. September 1951 durch das Dekret 168 des Staatsrates (Consiliul de stat). Die Veröffentlichung der Statuten erfolgte im rumänischen Staatsanzeiger (Buletinul oficial) Nr. 97. Die Verleihung der Medaille erfolgte für persönliche Verdienste im Rahmen der Arbeiten beim Aufbau des Sozialismus in Rumänien für herausragende Leistungen. Dieses wurde zuvor mit dem am 6. Mai 1951 gestifteten (Ehren-)Titel „Held der Sozialistischen Arbeit“ gewürdigt. Mit der Verleihung des Titels war die anschließende Verleihung der Goldenen Medaille verbunden.

## Aussehen und Trageweise
Die Medaille in Form eines goldenen fünfstrahligen Sterns aus Feingold zeigt einen die erhaben geprägten und gekreuzten Symbole von Hammer und Sichel. Im oberen Strahl des Sternes ist die erhaben geprägte Inschrift: RPR zu lesen. Die Rückseite zeigt die dreizeilige Inschrift: EROU / AL MUNCII / SOCIALISTE.
Getragen wurde die Medaille an der linken Brustseite des Beliehenen an einer 22 mm breiten goldenen Spange mit rotem Band. In das Band sind beidseitig zwei 2 mm breite Mittelstreifen eingewebt. Auf der Rückseite der Tragespange ist die Verleihungsnummer zu lesen.